# 劉起蒙
劉起蒙（1523年12月23日—？年），字養之，號岷源，四川重慶府巴縣人，明朝政治人物。

## 生平
劉起蒙祖上三世皆為進士，祖父劉春官至禮部尚書。起蒙於嘉靖三十二年（1553年）中式癸丑科三甲進士。觀通政司政，官至直隸揚州府推官卒。

## 家族
曾祖劉規，監察御史、贈尚書；祖劉春，太子太保，禮部尚書，太學士，諡文簡；父劉延年，禮部郎中。母鄭氏（封孺人）。兄劉起宗，湖廣提學副使；起東，官生；弟起敬，同科舉人；起江，生員。